# Americana Vol. 2
Americana Vol. 2 ist ein Jazzalbum von J. D. Allen III. Die um 2021 entstandenen Aufnahmen erschienen am 26. August 2022 auf dem Label Savant.

## Hintergrund
2016 veröffentlichte der Saxophonist JD Allen Americana: Musings on Jazz and Blues mit seinem langjährigen Trio aus dem Bassisten Gregg August und dem Schlagzeuger Rudy Royston. Für Allen sei es in mehrfacher Hinsicht ein Durchbruch gewesen, notierte Phil Freeman. „Kreativ gesehen war es ein Album, wie er es noch nie gemacht hat, persönlich und musikalisch resonant, mit unglaublich tiefen, geduldigen Grooves, über die er bedeutungsvolle introspektive Soli nahm. Und es wurde von der Presse mit außerordentlicher Gunst aufgenommen – er wurde sogar in [der Zeitschrift] The Atlantic vorgestellt.“
Allen nahm dann zwei weitere Alben mit August und Royston auf, holte den Gitarristen Liberty Ellman hinzu und änderte dann für eine Weile die Richtung. Bei Barracoon aus dem Jahr 2019 und Toys/Die Dreaming von 2020 arbeitete er mit einem anderen Trio, und Queen City aus dem Jahr 2021 war COVID-19-Pandemie-bedingt ein Soloalbum, aber mit Americana Vol. 2 kehrte er zum Blues zurück. Neben August und Royston holte JD Allen den Gitarristen Charlie Hunter hinzu. Das Quartett spielte eine Reihe Blues-betonter Eigenkompositionen Allens, und auch abstraktere Stücke wie „Irene (Mother)“, eine Hommage an Allens Urgroßmutter, sowie die Ballade „You Don’t Know Me“. Bei einem Stück wie „The Werk Song“ verwendet Allen ein einfaches Bassmuster, das entweder das Horn oder die Gitarre leise verdoppelt, während Royston ein ruhiges, minimales Muster spielt, das sowohl auf New Orleans-Paraderhythmen als auch auf einfache Muster hinweist, die fast wie Händeklatschen klingen, notiwrte Will Layman. Bass, Gitarre und Tenor improvisieren alle vor dem Groove, aber der Eindruck ist derselbe wie bei einer „Kette von Soli“ auf einer Bebop-Platte.
Zahlreiche Titel von Allens Kompositionen spielen auf historische Ereignisse und Figuren an, bei diesem Album etwa die Schlacht am Blair Mountain („Battle of Blair Mountain“) und das Verbrecherduo Mickey und Mallory Knox (bekannt aus Oliver Stones Filmdrama Natural Born Killers von 1994), während „A Mouthful of Forevers“ der Titel eines Gedichts von Clementine von Radics ist. „Hammer and Hoe“ ist benannt nach einem Buch des Thelonious-Monk-Biografen Robin D.G. Kelley mit dem Untertitel Alabama Communists While the Great Depression.

## Titelliste
- J. D. Allen: Americana Vol. 2 (High Note/Savant SC 2202)[3][4]

1. Up South 6:30
2. This World Is a Mean World 5:45
3. The Work Song 4:47
4. Hammer and Hoe 4:21
5. You Don’t Know Me 5:05
6. Jackie and Johnny 3:24
7. Mickey and Mallory 3:28
8. A Mouthful of Forevers 3:35
9. The Battle of Blair Mountain 3:47
10. Irene (Mother) 3:31
11. Down South 3:51

Die Kompositionen stammen von J. D. Allen.

## Rezeption
Phil Freeman schrieb im Ugly Beauty/Stereogum, er fühle sich bei der Herangehensweise dieses Albums an den Blues erinnert, der ebenso eine Stimmung, eine Idee wie eine Struktur sei, ebenso an den Soundtrack des Films The Hot Spot – Spiel mit dem Feuer von 1990, für den Produzent Jack Nitzsche eine Band zusammenstellte, zu der John Lee Hooker gehörte, außerdem Taj Mahal und Roy Rogers (nicht der Country-Sänger) an den Gitarren, Earl Palmer am Schlagzeug und Miles Davis an der Trompete, um abstrakte, fast traumhafte Blues-Themen durchzuarbeiten.
Auf „Hammer and Hoe“ bringe Allen eine seiner typisch prägnanten, riffartigen Melodien und ein leidenschaftliches, aber kontrolliertes Solo heraus, das den Gitarristen zu einigen stechenden, Grant-Green-artigen Solos inspiriere, so Freeman weiter. Dahinter würden August und Royston dafür sorgen, dass der Groove hüpfe und rocke. Dies sei Musik, „die man am besten nicht in einem Jazzclub hört, sondern in einer Bar“. Wie sein Vorgängeralbum sei Americana Vol. 2 ein tiefgründiges, wunderschönes Album, und Hunter sei die perfekte Ergänzung für sein Trio; Hunters Gitarrenton habe echten Biss und tauche tief in den Blues ein. Und mit abstrakteren Stücken wie „Irene (Mother)“, fühle er sich genauso wohl wie mit der sanften Ballade „You Don’t Know Me“.
Will Layman schrieb in Pop Matters, dieses zweite Americana-Kapitel würde mit der Hinzufügung des Gitarristen Charlie Hunter aufblühen, der Slide-Spiel, Reverb und Saitenbiegen verwendet, um die Verbindungen des Jazz zur Mitte des 20. Jahrhunderts zur Roots-Musik, die man mit dem Mississippi-Delta verbinde, deutlicher zu machen. Der Klang des Quartetts sei locker und offen, ausladend. Jeder Track würde hier „meilenweit und voller Gefühl“ anmuten. Einer der moderneren Songs (der Ray-Charles-Klassiker „You Don’t Know Me“) werde mit einzigartiger Offenheit gehandhabt, wobei Hunters gezupfte Gitarre vielleicht wie eine Pizzicato-gespielte Bratsche klinge und dann in Blues abgleite. Am exemplarischsten sei wahrscheinlich „This World Is a Mean World“, so der Autor, „das damit beginnt, dass die Band die Melodie beiläufig mit Händeklatschen singt, dann eine Quartettversion dieses Spirituals abwirft, das Sonny Rollins mit Sonny Boy Williamson I. verschmilzt. Das ist keine Spielerei, sondern eher die Wahrheit.“
Will Layman (Pop Matters) zählte Americana Vol. 2 zu den besten Alben des Jahres; der Klang des Quartetts sei locker und offen, ausladend. Die beste Musik hier verbinde Sonny Rollins mit Sonny Boy Williamson, und das sei keine Spielerei, sondern eher die Wahrheit.
Bei einem Blindfold Test für den Down Beat meinte Dave Liebman: „Donnerwetter! Hier herrscht eine Atmosphäre! Ich mag den Tenorspieler. Ein bisschen verstimmt, aber das ist etwas, worunter wir alle manchmal leiden. Es ist ein wenig vorhersehbar, aber andererseits ist es eine Trance-Sache, wenn sie über einen einfachen Vamp spielen, was man tun darf. Es muss nicht immer tiefsinnig sein.“